# Megophrys stejnegeri
Megophrys stejnegeri és una espècie d'amfibi que viu a les Filipines.
Va ser descrita a Basilan, Biliran, Bohol, Dinagat, Leyte, Samar i moltes parts de Mindanao, a les illes sud i est de les Filipines. Se l'ha registrat des del voltant del nivell del mar fins a 1.800 m però els registres actuals semblen sotsestimats.